# La Grande Illusion
La Grande Illusion és una pel·lícula francesa de Jean Renoir estrenada el 1937. Aquesta pel·lícula, considerada com una obra mestra del cinema francès i del cinema mundial, és motivada per un punt de vista humanista i pacifista, en vigílies de la Segona Guerra Mundial. Defensa la idea que el nacionalisme imperialista i l'antisemitisme són un profund error que divideix els pobles, i vol ensenyar el que pot separar però també reunir els homes (principalment les classes socials, el país d'origen, les referències culturals). Aquesta pel·lícula va ser prohibida a Alemanya pel règim nazi i a França per les autoritats d'ocupació l'1 d'octubre de 1940.

## Argument
Durant la Primera Guerra Mundial, l'avió del tinent Maréchal i del capità de Boëldieu és abatut pel comandant von Rauffenstein, un aristòcrata que coneix per casualitat la família del capità de Boëldieu. Els dos oficials francesos són enviats a un camp a Alemanya. Allà, troben nombrosos presoners francesos, de tots els graus i procedents de diferents medis socials. Junts, els presoners organitzen diferents activitats, comparteixen els seus pocs recursos i viuen al ritme de les notícies de l'exèrcit francès que pren i perd de manera successiva posicions al front nord, sobretot en la batalla de Douaumont. La cambra, a més a més de Maréchal i Boëldieu, agrupa igualment el tinent Demolder, amant de les cartes, el tinent Rosenthal, fill d'una rica família jueva de les finances, un enginyer del cadastre i Cartier, un sergent popular i voluble. Decideixen escapar-se del Lager cavant un túnel en condicions perilloses. La vetlla de la seva evasió, la sort vol que siguin transferits a un altre camp.
Els mesos passen. Maréchal i Boëldieu després de diverses temptatives d'evasió avortades són transferits a un últim camp fortificat a la muntanya, on tenen la sorpresa de descobrir que és dirigit per von Rauffenstein, ara incapacitat després d'una greu ferida i no apte per al servei actiu. Troben igualment per casualitat Rosenthal. Els dos oficials aristòcrates es respecten i confraternitzen més o menys, sota la mirada de Maréchal l'obrer i de Rosenthal el fill de banquer jueu, tenint en comú el seu mitjà i la seva educació. Seguint amb el seu projecte d'evasió, Maréchal i Boëldieu organitzen un estratagema refinat per escapar-se, però un cert honor personal confident alhora de von Rauffenstein i de Maréchal, empeny Boëldieu a sacrificar-se per cobrir la fugida de Maréchal i Rosenthal. L'evasió dels dos triomfa, però Boëldieu és abatut per accident per von Rauffenstein, forçat a disparar al que s'havia convertit en el seu amic.
En la seva fugida cap a Suïssa a través del camp alemany, sota el fred, la neu i morts de gana, Maréchal i Rosenthal són acollits en una granja alemanya en la qual els homes han mort a la guerra: és Elsa, una jove grangera, que educa sola la seva filla i porta el millor que pot l'explotació. Rosenthal i Maréchal decideixen passar algunes setmanes allà per agafar forces i esperar dies millors per reprendre la seva ruta. Maréchal, inevitablement, s'enamora d'Elsa, la qual reviu la presència d'un home a la seva casa. La nit de Nadal, passen la nit junts. El dia de la marxa arriba, Maréchal, amb Rosenthal, reprèn la seva ruta cap a Suïssa, tot prometent a Elsa tornar després de la guerra, si viu encara. Junts, arriben finalment a Suïssa.
El guió inicial preveia una seqüència suplementària: en separar-se, Maréchal i Rosenthal quedaven en un gran restaurant parisenc per celebrar la victòria. Al dia concertat, les dues cadires continuaven buides, sense que se sabés si havien renunciat a continuar confraternitzant, ara en temps de pau, o si han estat morts o perdonats.

## Repartiment
- Jean Gabin: tinent Maréchal
- Marcel Dalio: tinent Rosenthal
- Pedra Fresnay: capità de Boëldieu
- Erich von Stroheim: capità, després comandant von Rauffenstein
- Dita Parlo: Elsa
- Julien Carette: Cartier
- Gaston Modot: enginyer en el cadastre
- Jean Dasté: institutor
- Silvà Itkine: tinent Demolder, anomenat Pindar
- Werner Florian: Kantz, anomenat Arthur
- la petita Peters: Lotte
- Georges Péclet: Fuster
- Habib Benglia: Senegalès
- Claude Sainval: capità Ringis
- Roger Forster
- Jacques Becker: oficial anglès que trenca el seu rellotge
- Carl Koch: gendarme de camp
- Pedra Blondy: un soldat
- Albert Brouett: presoner
- Georges Fronval
- Karl Heil
- Michel Salina
- Claude Vernier

## Tema i guió

### Títol de la pel·lícula
La pel·lícula s'havia de dir de manera inicial Les Aventures del tinent Maréchal, aquest personatge era l'únic present del començament al final. El guió d'origen es concentrava en les relacions del tinent Maréchal i del capità de Boëldieu.
El títol d'aquesta pel·lícula reprèn literalment el d'un assaig de Norman Angell, La Gran Il·lusió, aparegut a França el 1910 i amb un èxit mundial Angell, Norman. La Grande Illusion.  París: Librairie Hachette, 1910.. Renoir va precisar que havia escollit aquest títol «perquè no volia dir res de precís».
La significació del títol de la pel·lícula ha suscitat molt de temps discussions: la «gran il·lusió» s'aplica a la duració de la guerra, que ningú no s'esperava que fos tan llarga? O té a veure amb les relacions entre els personatges (l'acostament fictici de les classes socials per la guerra, l'entesa entre aristòcrates malgrat el conflicte de les seves pàtries respectives)? La il·lusió de què parla el títol seria la de les fronteres, que no separen nacions o territoris, i que són abans de tot socials.

### Temàtica

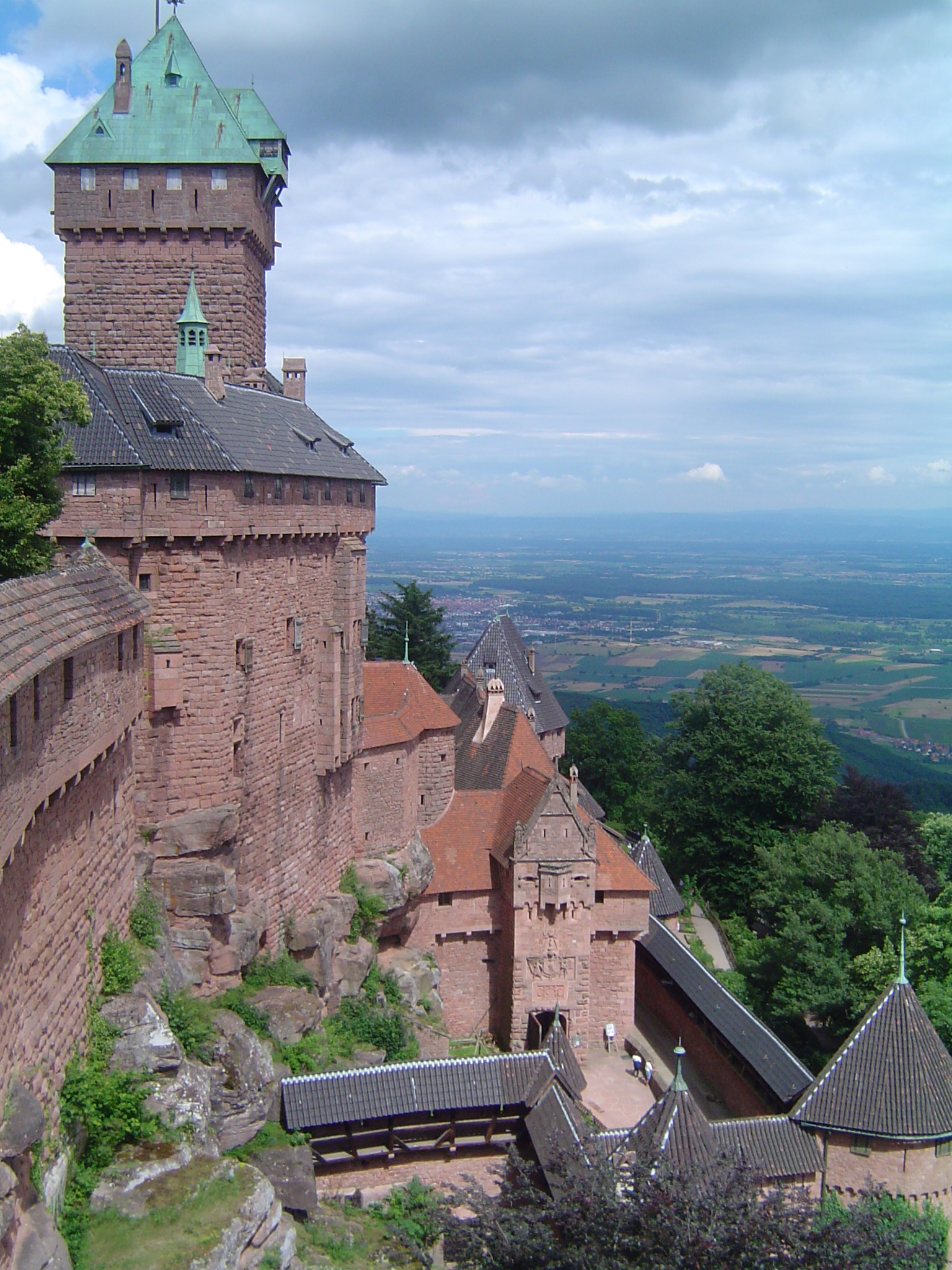
El Château du Haut-Kœnigsbourg on va ser rodada una part de la pel·lícula.

Aquesta pel·lícula descriu personatges fortament caracteritzats (dos aristòcrates, un titi parisenc, un modista i fill de banquer jueu, un actor, un institutor, un enginyer, etc.) en la Primera Guerra Mundial. Aquesta pel·lícula que descriu la fi de l'aristocràcia francesa i alemanya, s'entesta a presentar les relacions de força i les afinitats entre les diferents classes socials més enllà de les fronteres i dels conflictes. La Grande Illusion no és d'altra banda ni una pel·lícula d'aventures, ni una pel·lícula de guerra (no hi ha cap escena de combat).
La pel·lícula és interpretada com una càrrega contra els nacionalismes imperialistes i l'antisemitisme.
Ha estat igualment interpretat com una obra pacifista i ha estat d'altra banda prohibida el 1940 per les autoritats d'ocupació per aquesta raó.
La pel·lícula s'inspira en els relats d'evasió del General Pinsard, que havia salvat Jean Renoir durant la primera guerra mundial. Jean Renoir que era en el 3r esquadró del 1r regiment de dracs sota els ordres del capità Louis Bossut, conscientment o no, ha pres aquest darrer com a model el paper del capità de Boëldieu.
Hi ha una escena en la qual un es pot destacar un reconeixement de les classes socials. Després d'haver acollit els dos francesos amb una cortesia que ja mostra l'orientació humanista de la pel·lícula, el Capità Rauffenstein els convida a compartir la taula que es prepara al Quarter General d'aquesta esquadrilla alemanya. Un primer pla mostra els dos oficials ben a prop, intercanviant algunes afinitats, després un altre pla, de la mateixa escala, mostra el tinent Maréchal i l'oficial alemany assegut al costat d'ell en la mateixa relació d'afinitats, l'alemany proposant en principi de forma molt cortesa tallar la carn del tinent Maréchal per la dificultat de manipulació dels seus coberts per un braç ferit, després evocant, «sense bromes»! Maréchal, el record d'haver treballat tots dos a la mateixa fàbrica francesa.
Finalment, en l'últim pla a la neu, cap imatge no mostra que ha estat superada la frontera suïssa. Una tercera hipòtesi voldria que la il·lusió sigui la de la «Der des Der» que evoca Maréchal, de seguida contradit per Rosenthal. En efecte la pel·lícula data de 1937, mentre que el nacionalisme imperialista és en el seu punt àlgid i que l'accessió de Hitler al poder el 1933 deixa ja presagiar una nova guerra.

## Producció
Jean Renoir va tenir moltes dificultats per finançar aquesta pel·lícula i només va trobar un productor gràcies al suport de Jean Gabin.

### Distribució dels papers
Jean Renoir va confiar els papers principals a tres figures emblemàtiques de l'època: Pierre Fresnay com l'aristòcrata en declivi, Jean Gabin com titi parisenc i Erich von Stroheim com un oficial molt rígid, tret accentuat per la seva minusvalidesa. La presència d'Erich von Stroheim va ser imposat a Renoir per la producció. Renoir va desenvolupar llavors un personatge a mesura per a Erich von Stroheim amb Rauffenstein.
De resultes d'un malentès amb Erich von Stroheim, Jean Renoir van haver de reescriure el guió quan el rodatge ja havia començat per donar-li un paper més important, ja que no havia de fer, en principi, més que una aparició. En principi, el paper de Boëldieu va ser escrit per a Louis Jouvet.
La petita Peters, que interpreta el paper de Lotte, no va veure mai la pel·lícula: va morir d'una grip algunes setmanes abans de la seva estrena.
A destacar la presència de Silvà Itkine al paper de l'oficial presoner de Pindare. Membre d'una xarxa d'informadors durant l'Ocupació, va ser detingut per la Gestapo l'estiu de 1944 i va morir sota la tortura.

### Rodatge
Les escenes d'interior han estat rodades als Estudis de Billancourt i Éclair a Épinay-sur-Seine. Les escenes d'exteriors han estat rodades a Neuf-Brisach, al quarter de Colmar, al Castell de Haut-Kœnigsbourg, en una granja prop de Ribeauvillé i a Chamonix per a l'última seqüència (sense Jean Gabin, que havia marxat a rodar una altra pel·lícula).
Claude Renoir, que treballava amb el seu oncle Jean Renoir des de 1932, va ser obligat a deixar el rodatge a Alsàcia per raons de salut i va ser reemplaçat durant tres setmanes pel seu ajudant Jean-Serge Bourgoin.

### Veracitat històrica
Un cartell en un mur mostra Alemanya amb les seves fronteres de després de 1919 (l'acció sembla passar l'any 1916, ja que al·ludeix a la pèrdua després de la recuperació De Douaumont; s'estén diversos mesos, tenint en compte els canvis de camps i temptatives d'evasió dels personatges, sense comptar el sojorn a la granja que cobreix Nadal de 1916 o 1917).
Paral·lelament, els presoners russos reben una caixa de l'emperadriu russa (esperen trobar menjar i conté en realitat llibres), cosa que testifica que l'acció es desenvolupa abans dels esdeveniments de la revolució Russa de 1917.
Mai no hi ha existit l'esquadrilla MF 902 (la de Maréchal) però aquesta denominació correspon al sistema en vigor el 1914-1918, ja que Renoir, que va ser aviador, va utilitzar un número no assignat, la sèrie no arriba al 600.

## Trama sonora
La banda sonora conté diverses melodies ben conegudes per les cultures francesa, anglesa i alemanya de l'època:
- Frou-frou (1897) amb lletra escrita per Montreal i Blondeau, i música composta per Henri Chatau, cantada per Lucile Panis.
- Era un petit vaixell, interpretat per Boëldieu amb la seva petita flauta, o Tin Whistle, per distreure els guardes de l'evasió de Rosenthal i Maréchal i més tard, en un altercat a la carretera, se la canten l'un a l'altre.
- Frère Jacques
- It's a Long Way to Tipperary
- Si tu veux Marguerite (1913) de Harry Fragson
- La Marseillaise

## Còpia de la pel·lícula
Semblaria que Benito Mussolini, que, en privat, apreciava la pel·lícula i n'hauria tingut una còpia, hauria intervingut per apartar la pel·lícula del principal premi de l'exposició internacional d'art cinematogràfic de Venècia. El seu règim prohibiria l'obra des d'octubre. Adolf Hitler, que mirava moltes pel·lícules, la va jutjar molt bona però la va fer prohibir per les mateixes raons que la censura francesa: el seu esperit pacifista molt persuasiu. Va intentar fer destruir còpies i negatius, però en va.
La filmoteca de Tolosa de Llenguadoc va recuperar el negatiu original de la pel·lícula en els anys 1970 a l'arxiu de cinema soviètic. Aquest negatiu hauria estat de manera versemblant recuperat a Berlín el 1945 pels soviètics. Aquest negatiu ha permès posar a punt una versió restaurada de la pel·lícula el 2012.

## Rebuda públic i crítica
En la seva presentació pública, la pel·lícula va ser amputada 18 minuts, no va ser projectat en versió completa fins a un festival organitzat a Brussel·les el 1958. L'endemà de l'estrena en el cinema Marivaux, la pel·lícula va ser projectada sense interrupció de les 10 de la nit a les 2 hores de la matinada. La pel·lícula va omplir la sala a cada sessió i ha batut tots els rècords de recaptació: 1,55 milions de francs en quatre setmanes, 200.000 espectadors en dos mesos en una sola sala, la millor recaptació de l'any 1937.
La pel·lícula va ser projectada de manera excepcional a la Casa Blanca a Washington amb motiu de l'aniversari de la Sra Roosevelt. La pel·lícula va restar trenta-sis setmanes al cartell d'una sala novaiorquesa. Fins al 1970, va ser a la llista de les 10 millors pel·lícules de tots els temps. Sovint citada en les pel·lícules més importants del cinema mundial, forma part de les rares pel·lícules de les col·leccions permanents del Museu d'Art Modern de Nova York (MoMa) de Nova York.
Basant-se en l'esperit pacifista, reivindicat per Jean Renoir, i de la idea de fraternització entre els pobles, aquesta pel·lícula va ser prohibida a França i a l'Europa ocupada durant la Segona Guerra Mundial.

## Premis i nominacions

### Premis
- 1937. Premi al millor conjunt artístic a l'exposició internacional d'art cinematogràfic de Venècia
- 1938. Premi a la millor pel·lícula estrangera atorgada per la crítica americana.

### Nominacions
- 1939. Oscar a la millor pel·lícula